# Pseudochironomus viridis
Pseudochironomus viridis är en tvåvingeart som först beskrevs av Jean-Jacques Kieffer 1925.  Pseudochironomus viridis ingår i släktet Pseudochironomus och familjen fjädermyggor. Inga underarter finns listade i Catalogue of Life.